# Ernst Friedrich Otto von Bonin
Ernst Friedrich Otto von Bonin (* 23. Juli 1761 in Obernhagen (Kreis Regenwalde); † 27. Oktober 1822 auf Gut Lupow) war ein preußischer Generalleutnant.

## Leben

### Herkunft
Seine Eltern waren Friedrich Fürchtegott von Bonin (1725–1777) und dessen Ehefrau Ernestine Luise, geborene Gans Edle zu Putlitz (1733–1810). Sein Vater war preußischer Kapitän a. D. sowie Erbherr auf Elvershagen, Obernhagen, Niederhagen, Karnitz und Klein Raddow.

### Militärkarriere
Im Jahr 1776 trat Bonin als Junker in das Husarenregiment „von Belling“ der Preußischen Armee ein und wurde am 5. Oktober 1778 Kornett. Im Bayerischen Erbfolgekrieg kämpfte er 1778/79 in den Gefechten bei Gabel und Zwickau. Am 25. Juni 1783 wurde er Sekondeleutnant. 1783/84 nahm Bonin an der Blockade von Danzig teil. Am 19. April 1790 wurde er Adjutant des Regimentschefs von der Golz. Zum Premierleutnant wurde er am 8. Januar 1793 befördert. Während des Ersten Koalitionskrieges kämpfte Bonin in den Gefechten bei Saarbrücken, Coutiches, Schwalm, Edesheim und Kirrweiler, ferner bei der Belagerung von Landau sowie den Schlachten bei Moorlautern und Kaiserslautern. Am 18. März 1793 erhielt er den Orden Pour le Mérite und wurde am 23. Mai 1794 Stabsrittmeister und Generaladjutant beim damaligen Regimentschef Blücher. Mit diesem verband ihn eine lange Freundschaft. Am 14. Februar 1798 wurde er Rittmeister und Eskadronchef. Major wurde Bonin am 6. September 1800 und als solcher nahm er auch am Vierten Koalitionskrieg teil. Er kämpfte in der Schlacht bei Auerstedt, im Gefecht bei Lychen und geriet bei Lübeck in Gefangenschaft. Am 14. März 1808 erhielt er seinen Abschied als Oberstleutnant. Er zog sich auf das Gut Lupow zurück, welches seiner Frau gehörte.
Bonin fragte am 21. Juli 1809 wegen einer neuen Verwendung nach, wurde aber auf den nächsten Krieg verwiesen. Mit dem Beginn der Befreiungskriege wurde er am 21. Juli 1813 Inspekteur der Ersatztruppen zwischen Weichsel und Oder und nahm an der Belagerung von Danzig teil. Am 28. Januar 1814 wurde er zum Oberst befördert und erhielt das Eiserne Kreuz II. Klasse am weißen Bande. Kurz danach am 10. Februar 1814 wurde er Kommandant von Danzig. Dazu erhielt er am 11. Juni 1815 den Russischen Orden der Heiligen Anna II. Klasse.
Nach dem Krieg wurde Bonin am 20. August 1816 als Inspekteur der Landwehr in den Regierungsbezirk Münster versetzt. Am 30. März 1817 wurde er zum Generalmajor befördert, am 8. Juli 1819 erhielt er wegen Krankheit seinen Abschied mit den Charakter als Generalleutnant und dazu eine Pension von 1200 Talern. Er starb am 27. Oktober 1822 auf Gut Lupow.

### Familie
Bonin heiratete 1790 Sophie von Podewils (1773–1818) aus dem Hause Lupow. Sie war die Erbtochter des Leutnants Carl Alexander von Podewils (1742–1778) und der Frederike von Grumbkow († 1806). Aus der Ehe gingen folgende Kinder hervor:
- Karoline (1790–1798)
- Ernst (1792–1866), preußischer Oberstleutnant ⚭ Schmidthals[2] (1809–1854)
- Eduard (1793–1865), preußischer General der Infanterie ⚭ 1821 Sophie Mathilde Dequer de Jouy[3] (1800–1869)
- Otto (1795–1862), preußischer Generalleutnant ⚭ 1853 Luise von Kamptz[4] (1803–1868)
- Rudolf Scipio (1798–1821), Student
- Anselm Ludwig August (*/† 1800)
- Friedrich (1802–1877), Friedrich Wilhelm III. wurde Pate ⚭ 1848 Wilhelmina Ely[5] (1827–1900)
- Julius (1805–1854) ⚭ 1830 Wilhelmine Dequer de Jouy[3] (1808–1845)
- Emma (1810–1856) ⚭ 1830 Wilhelm von Arnim[6] (1793–1863), preußischer Kammerherr und Herr auf Lassehne